# Cascine Maggio
Cascine Maggio (Cascìn Mögg in dialetto varesotto) è una frazione del comune italiano di Castronno della provincia di Varese in Lombardia.

## Monumenti e luoghi d'interesse
- Chiesa dei Santi Apostoli Pietro e Paolo[6]